# 疑核
疑核（拉丁语：Nucleus ambiguus）是延髓的一个神经核团。其位置在下橄榄核的後方（背側）。其中包含的神经元的种类多样。
自疑核发出迷走神经（第X号脑神经）的传出运动纤维。这些神经纤维支配咽部（Pharynx）和喉部（Larynx）的肌肉。舌咽神经（第IX号脑神经）的传出运动纤维也源自疑核。这些舌咽神经的纤维支配茎突咽肌（Stylopharyngeus）。
除肌肉运动功能以外，疑核还包含透射到心脏的副交感节前神经元。